# فيكتور مونتويا
فيكتور مونتويا (بالإسبانية: Víctor Montoya؛ بالسويدية: Víctor Montoya) هو صحفي وكاتب بوليفي وسويدي، ولد في 21 يونيو 1958 في لاباز في بوليفيا.